# Metropolia Rimouski
Metropolia Rimouski – metropolia Kościoła rzymskokatolickiego we wschodniej Kanadzie w prowincji Quebec. Obejmuje metropolitalną archidiecezję Rimouski i dwie diecezje. Została ustanowiona 9 lutego 1946.
W skład metropolii wchodzą:
- Archidiecezja Rimouski
- Diecezja Baie-Comeau
- Diecezja Gaspé